# Ernst Kern (Politiker)
Ernst Kern (* 11. Oktober 1904 in Ludwigshafen am Rhein; † 3. März 1976 ebenda) war Vorsitzender der pfälzischen Sozialistischen Arbeiter-Jugend und des Bezirks Pfalz der Reichsarbeitsgemeinschaft der Kinderfreunde. Kern, von Beruf Mechaniker, war bereits in der Weimarer Republik führend in der Sozialistischen Arbeiter-Jugend und der Reichsarbeitsgemeinschaft der Kinderfreunde im Bezirk Pfalz und in Ludwigshafen/Rhein aktiv und prägte die pfälzische und Ludwigshafener Arbeiterjugend im ersten Jahrzehnt nach dem Zweiten Weltkrieg.

## Wirken während der Weimarer Republik
Seit dem Beginn der 1920er Jahre trat Ernst Kern bei Veranstaltungen der Sozialistischen Arbeiterjugend (SAJ) in Ludwigshafen/Rhein auf. Von 1932 bis 1933 war er Vorsitzender der pfälzischen Sozialistischen Arbeiterjugend, von 1930 bis 1933 Vorsitzender der Reichsarbeitsgemeinschaft der Kinderfreunde des Bezirks Pfalz, sowie von 1926 bis 1933 auch Vorsitzender der Ortsgruppe Ludwigshafen/Rhein. 
1933 wurde Ernst Kern als Nachrücker der SPD für den „gleichgeschalteten“ Stadtrat nominiert, wenig später aber wurden alle sozialdemokratischen Organisationen verboten.

## Exilzeit
Ernst Kern floh nach Drohungen der Nationalsozialisten mit seiner Frau ins französische Exil. Dort schloss er sich der Emigrantengruppe "groupe des socialistes allemands refugiés en France" an. Dort traf er mit Emigranten der pfälzischen SPD wie z. B. der Familie von Werner Ludwig zusammen.

## Wiederaufbau und Wirken nach dem Zweiten Weltkrieg
1946 kehrte er aus dem Exil zurück und war gemeinsam mit seinem Bruder Fritz Kern maßgeblich am Aufbau der gemeinsamen sozialdemokratischen Kinder- und Jugendorganisation „Sozialistische Jugend Deutschlands – Die Falken“ in Ludwigshafen und im Bezirk Pfalz beteiligt. Von 1946 bis 1956 prägte der die Aktivitäten und Ausrichtung der Organisation als Bezirksvorsitzender des Bezirks Pfalz bzw. Landesverbandes Rheinland-Pfalz. In seiner Heimatstadt Ludwigshafen saß Ernst Kern von 1946 bis 1952 für die SPD im Stadtrat. Nach seinem Ausscheiden aus dem Verband widmete sich Ernst Kern ab 1963 bis zu seinem Tod der Deutsch-Französischen Partnerschaft Ludwigshafen und Lorient und organisierte Jugendferienlager. Im Jahre 1992 wurde eine Kinder- und Jugendfreizeitstätte in Ludwigshafen-Oppau nach Ernst Kern benannt.